# Tony Bonadies
Tony Bonadies (ur. 29 grudnia 1916 w Bronxville, zm. 5 lipca 1964 w Mechanicsburg) – amerykański kierowca wyścigowy.

## Życiorys
Ścigał się przeważnie midgetami w Nowej Anglii i stanie Nowy Jork. Rywalizację rozpoczął w 1940 roku w serii ARDC Midget. Dwukrotnie zdobył wicemistrzostwo tej serii. W 1951 roku wygrał Nashem Ramblerem wyścig NASCAR typu short track, zaś rok później wystartował w zawodach NASCAR Grand National na torach Darlington i Langhorne. W latach 1955–1961 uczestniczył w seriach AAA National Championship i USAC National Championship. Trzykrotnie podjął nieudaną próbę zakwalifikowania się do wyścigu Indianapolis 500.
5 lipca 1964 roku uczestniczył w wyścigu midgetów na torze Williams Grove Speedway pojazdem marki Frankenfield z silnikiem Offenhauser. Na pierwszym zakręcie toru Bonadies stracił tylne koło, wskutek czego jego samochód przekoziołkował, a Bonadies został wyrzucony z pojazdu i zginął.

## Wyniki

### NASCAR Grand National
| Rok  | Zespół        | Samochód   | Wyniki w poszczególnych eliminacjach | Wyniki w poszczególnych eliminacjach | Wyniki w poszczególnych eliminacjach | Wyniki w poszczególnych eliminacjach | Wyniki w poszczególnych eliminacjach | Wyniki w poszczególnych eliminacjach | Wyniki w poszczególnych eliminacjach | Wyniki w poszczególnych eliminacjach | Wyniki w poszczególnych eliminacjach | Wyniki w poszczególnych eliminacjach | Wyniki w poszczególnych eliminacjach | Wyniki w poszczególnych eliminacjach | Wyniki w poszczególnych eliminacjach | Wyniki w poszczególnych eliminacjach | Wyniki w poszczególnych eliminacjach | Wyniki w poszczególnych eliminacjach | Wyniki w poszczególnych eliminacjach | Wyniki w poszczególnych eliminacjach | Wyniki w poszczególnych eliminacjach | Wyniki w poszczególnych eliminacjach | Wyniki w poszczególnych eliminacjach | Wyniki w poszczególnych eliminacjach | Wyniki w poszczególnych eliminacjach | Wyniki w poszczególnych eliminacjach | Wyniki w poszczególnych eliminacjach | Wyniki w poszczególnych eliminacjach | Wyniki w poszczególnych eliminacjach | Wyniki w poszczególnych eliminacjach | Wyniki w poszczególnych eliminacjach | Wyniki w poszczególnych eliminacjach | Wyniki w poszczególnych eliminacjach | Wyniki w poszczególnych eliminacjach | Wyniki w poszczególnych eliminacjach | Wyniki w poszczególnych eliminacjach | Pkt. | Msc. |
| ---- | ------------- | ---------- | ------------------------------------ | ------------------------------------ | ------------------------------------ | ------------------------------------ | ------------------------------------ | ------------------------------------ | ------------------------------------ | ------------------------------------ | ------------------------------------ | ------------------------------------ | ------------------------------------ | ------------------------------------ | ------------------------------------ | ------------------------------------ | ------------------------------------ | ------------------------------------ | ------------------------------------ | ------------------------------------ | ------------------------------------ | ------------------------------------ | ------------------------------------ | ------------------------------------ | ------------------------------------ | ------------------------------------ | ------------------------------------ | ------------------------------------ | ------------------------------------ | ------------------------------------ | ------------------------------------ | ------------------------------------ | ------------------------------------ | ------------------------------------ | ------------------------------------ | ------------------------------------ | ---- | ---- |
| 1952 |               |            | Stany Zjednoczone                    | Stany Zjednoczone                    | Stany Zjednoczone                    | Stany Zjednoczone                    | Stany Zjednoczone                    | Stany Zjednoczone                    | Stany Zjednoczone                    | Stany Zjednoczone                    | Stany Zjednoczone                    | Stany Zjednoczone                    | Stany Zjednoczone                    | Stany Zjednoczone                    | Stany Zjednoczone                    | Stany Zjednoczone                    | Stany Zjednoczone                    | Stany Zjednoczone                    | Kanada                               | Stany Zjednoczone                    | Stany Zjednoczone                    | Stany Zjednoczone                    | Stany Zjednoczone                    | Stany Zjednoczone                    | Stany Zjednoczone                    | Stany Zjednoczone                    | Stany Zjednoczone                    | Stany Zjednoczone                    | Stany Zjednoczone                    | Stany Zjednoczone                    | Stany Zjednoczone                    | Stany Zjednoczone                    | Stany Zjednoczone                    | Stany Zjednoczone                    | Stany Zjednoczone                    | Stany Zjednoczone                    | 0    | 145  |
| 1952 | Tony Bonadies | Nash       | -                                    | -                                    | -                                    | -                                    | -                                    | -                                    | -                                    | -                                    | -                                    | -                                    | -                                    | -                                    | -                                    | -                                    | -                                    | -                                    | -                                    | -                                    | -                                    | -                                    | -                                    | -                                    | -                                    | -                                    | 27                                   | -                                    | -                                    | -                                    | -                                    | -                                    | -                                    | -                                    | -                                    | -                                    | 0    | 145  |
| 1952 |               | Oldsmobile | -                                    | -                                    | -                                    | -                                    | -                                    | -                                    | -                                    | -                                    | -                                    | -                                    | -                                    | -                                    | -                                    | -                                    | -                                    | -                                    | -                                    | -                                    | -                                    | -                                    | -                                    | -                                    | -                                    | -                                    | -                                    | -                                    | 30                                   | -                                    | -                                    | -                                    | -                                    | -                                    | -                                    | -                                    | 0    | 145  |

### Mistrzostwa świata Formuły 1
| Rok  | Zespół                         | Samochód            | Silnik      | Wyniki w poszczególnych eliminacjach | Wyniki w poszczególnych eliminacjach | Wyniki w poszczególnych eliminacjach | Wyniki w poszczególnych eliminacjach | Wyniki w poszczególnych eliminacjach | Wyniki w poszczególnych eliminacjach | Wyniki w poszczególnych eliminacjach | Wyniki w poszczególnych eliminacjach | Pkt. | Msc. |
| ---- | ------------------------------ | ------------------- | ----------- | ------------------------------------ | ------------------------------------ | ------------------------------------ | ------------------------------------ | ------------------------------------ | ------------------------------------ | ------------------------------------ | ------------------------------------ | ---- | ---- |
| 1955 |                                |                     |             | Argentyna                            | Monako                               | Stany Zjednoczone                    | Belgia                               | Holandia                             | Wielka Brytania                      | Włochy                               |                                      | 0    | NS   |
| 1955 | J.S. Donaldson                 | Kurtis Kraft 3000   | Offenhauser | -                                    | -                                    | NZ                                   | -                                    | -                                    | -                                    | -                                    |                                      | 0    | NS   |
| 1956 |                                |                     |             | Argentyna                            | Monako                               | Stany Zjednoczone                    | Belgia                               | Francja                              | Wielka Brytania                      |                                      | Włochy                               | 0    | NS   |
| 1956 | Donaldson                      | Kurtis Kraft 3000   | Offenhauser | -                                    | -                                    | NZ                                   | -                                    | -                                    | -                                    | -                                    | -                                    | 0    | NS   |
| 1957 |                                |                     |             | Argentyna                            | Monako                               | Stany Zjednoczone                    | Francja                              | Wielka Brytania                      |                                      | Włochy                               | Włochy                               | 0    | NS   |
| 1957 | Central Excavating/Pete Salemi | Kuzma Indy Roadster | Offenhauser | -                                    | -                                    | NZ                                   | -                                    | -                                    | -                                    | -                                    | -                                    | 0    | NS   |
| 1957 | Ray Brady                      | Kurtis Kraft 500C   | Offenhauser | -                                    | -                                    | NZ                                   | -                                    | -                                    | -                                    | -                                    | -                                    | 0    | NS   |

### AAA National Championship
| Rok  | Zespół         | Samochód          | Silnik      | Wyniki w poszczególnych eliminacjach | Wyniki w poszczególnych eliminacjach | Wyniki w poszczególnych eliminacjach | Wyniki w poszczególnych eliminacjach | Wyniki w poszczególnych eliminacjach | Wyniki w poszczególnych eliminacjach | Wyniki w poszczególnych eliminacjach | Wyniki w poszczególnych eliminacjach | Wyniki w poszczególnych eliminacjach | Wyniki w poszczególnych eliminacjach | Wyniki w poszczególnych eliminacjach | Pkt. | Msc. |
| ---- | -------------- | ----------------- | ----------- | ------------------------------------ | ------------------------------------ | ------------------------------------ | ------------------------------------ | ------------------------------------ | ------------------------------------ | ------------------------------------ | ------------------------------------ | ------------------------------------ | ------------------------------------ | ------------------------------------ | ---- | ---- |
| 1955 |                |                   |             | Stany Zjednoczone                    | Stany Zjednoczone                    | Stany Zjednoczone                    | Stany Zjednoczone                    | Stany Zjednoczone                    | Stany Zjednoczone                    | Stany Zjednoczone                    | Stany Zjednoczone                    | Stany Zjednoczone                    | Stany Zjednoczone                    | Stany Zjednoczone                    | 200  | 21   |
| 1955 | J.S. Donaldson | Kurtis Kraft 3000 | Offenhauser | NZ                                   | NZ                                   | NZ                                   | -                                    | 6                                    | -                                    | -                                    | NZ                                   | -                                    | -                                    | -                                    | 200  | 21   |

### USAC National Championship
| Rok  | Zespół                         | Samochód            | Silnik      | Wyniki w poszczególnych eliminacjach | Wyniki w poszczególnych eliminacjach | Wyniki w poszczególnych eliminacjach | Wyniki w poszczególnych eliminacjach | Wyniki w poszczególnych eliminacjach | Wyniki w poszczególnych eliminacjach | Wyniki w poszczególnych eliminacjach | Wyniki w poszczególnych eliminacjach | Wyniki w poszczególnych eliminacjach | Wyniki w poszczególnych eliminacjach | Wyniki w poszczególnych eliminacjach | Wyniki w poszczególnych eliminacjach | Wyniki w poszczególnych eliminacjach | Pkt. | Msc. |
| ---- | ------------------------------ | ------------------- | ----------- | ------------------------------------ | ------------------------------------ | ------------------------------------ | ------------------------------------ | ------------------------------------ | ------------------------------------ | ------------------------------------ | ------------------------------------ | ------------------------------------ | ------------------------------------ | ------------------------------------ | ------------------------------------ | ------------------------------------ | ---- | ---- |
| 1956 |                                |                     |             | Stany Zjednoczone                    | Stany Zjednoczone                    | Stany Zjednoczone                    | Stany Zjednoczone                    | Stany Zjednoczone                    | Stany Zjednoczone                    | Stany Zjednoczone                    | Stany Zjednoczone                    | Stany Zjednoczone                    | Stany Zjednoczone                    | Stany Zjednoczone                    | Stany Zjednoczone                    |                                      | 0    | NS   |
| 1956 | Donaldson                      | Kurtis Kraft 3000   | Offenhauser | NZ                                   | -                                    | -                                    | -                                    | -                                    | -                                    | -                                    | -                                    | -                                    | -                                    | -                                    | -                                    |                                      | 0    | NS   |
| 1957 |                                |                     |             | Stany Zjednoczone                    | Stany Zjednoczone                    | Stany Zjednoczone                    | Stany Zjednoczone                    | Stany Zjednoczone                    | Stany Zjednoczone                    | Stany Zjednoczone                    | Stany Zjednoczone                    | Stany Zjednoczone                    | Stany Zjednoczone                    | Stany Zjednoczone                    | Stany Zjednoczone                    | Stany Zjednoczone                    | 0    | NS   |
| 1957 | Central Excavating/Pete Salemi | Kuzma Indy Roadster | Offenhauser | NZ                                   | -                                    | -                                    | -                                    | -                                    | -                                    | -                                    | -                                    | -                                    | -                                    | -                                    | -                                    | -                                    | 0    | NS   |
| 1957 | Ray Brady                      | Kurtis Kraft 500C   | Offenhauser | NZ                                   | -                                    | -                                    | -                                    | -                                    | -                                    | -                                    | -                                    | -                                    | -                                    | -                                    | -                                    | -                                    | 0    | NS   |
| 1958 |                                |                     |             | Stany Zjednoczone                    | Stany Zjednoczone                    | Stany Zjednoczone                    | Stany Zjednoczone                    | Stany Zjednoczone                    | Stany Zjednoczone                    | Stany Zjednoczone                    | Stany Zjednoczone                    | Stany Zjednoczone                    | Stany Zjednoczone                    | Stany Zjednoczone                    | Stany Zjednoczone                    | Stany Zjednoczone                    | 0    | NS   |
| 1958 | Tassi Vatis Enterprises        | Kurtis Kraft 4000D  | Offenhauser | -                                    | -                                    | -                                    | -                                    | -                                    | -                                    | NZ                                   | -                                    | -                                    | -                                    | 21                                   | -                                    | -                                    | 0    | NS   |
| 1959 |                                |                     |             | Stany Zjednoczone                    | Stany Zjednoczone                    | Stany Zjednoczone                    | Stany Zjednoczone                    | Stany Zjednoczone                    | Stany Zjednoczone                    | Stany Zjednoczone                    | Stany Zjednoczone                    | Stany Zjednoczone                    | Stany Zjednoczone                    | Stany Zjednoczone                    | Stany Zjednoczone                    | Stany Zjednoczone                    | 0    | NS   |
| 1959 | Vatis Enterprises              | Kurtis Kraft 4000D  | Offenhauser | -                                    | 21                                   | -                                    | -                                    | -                                    | -                                    | -                                    | -                                    | -                                    | -                                    | 16                                   | -                                    | -                                    | 0    | NS   |
| 1961 |                                |                     |             | Stany Zjednoczone                    | Stany Zjednoczone                    | Stany Zjednoczone                    | Stany Zjednoczone                    | Stany Zjednoczone                    | Stany Zjednoczone                    | Stany Zjednoczone                    | Stany Zjednoczone                    | Stany Zjednoczone                    | Stany Zjednoczone                    | Stany Zjednoczone                    | Stany Zjednoczone                    |                                      | 0    | NS   |
| 1961 | Donaldson                      |                     |             | NZ                                   | -                                    | -                                    | -                                    | -                                    | -                                    | -                                    | -                                    | -                                    | -                                    | -                                    | -                                    |                                      | 0    | NS   |
| 1961 | Deakin                         |                     |             | -                                    | -                                    | NZ                                   | -                                    | NZ                                   | -                                    | -                                    | -                                    | -                                    | -                                    | -                                    | -                                    |                                      | 0    | NS   |